# Rosenthal-Quartett

Ehepaar Rosenthal 1920

Marta Adam 1920

Wolfgang Wilhelm Johannes Rosenthal gründete Anfang 1917 das gemischte Leipziger Rosenthal-Quartett.
Dieses Leipziger Vokalquartett hervorragender Sänger sollte das Publikum in ganz Europa begeistern.
- Wolfgang Rosenthal (* 8. September 1882; † 10. Juni 1971), Bass-Bariton, Konzertsänger, Oratoriensänge.
- Ilse Helling-Rosenthal (* 15. Februar 1886; † 23. März 1939), Sopran, Lied- und Oratoriensängerin, Gesangslehrerin am Leipziger Konservatorium.
- Marta Adam (* 27. August 1891[1] (oder 1895); † nach 1971), Alt, Konzert- und Opernsängerin, Oratoriensängerin, Thüringische Staatsopernsängerin, Gesangslehrerin am Leipziger Konservatorium[2] und in Weimar.
- Hans Lissmann (* 19. September 1885; † 26. Mai 1964), Tenor, Dirigent, Konzertsänger, Opernsänger, Komponist, 1923 bis 1954 Professor für Gesang am Leipziger Konservatorium.

## Persönliches
Wolfgang Rosenthal erhielt als Thomaner sein musikalisches Rüstzeug und konnte sich unter Gustav Schreck zum Konzertsänger entwickeln. Neben seinem Medizinstudium und auch später als Assistenzarzt vervollkommnete er seine Ausbildung bei den Kammersängern Lüderitz in Leipzig und Karl Scheidemantel in Dresden zu einem Bassbariton. Seinen ersten, in der Neuen Zeitschrift für Musik dokumentierten Auftritt in einem Soloquartett hatte er im Februar 1911 in Altenburg bei einer Aufführung der „Deutschen Messe“ von Otto Traubmann.
Ein Jahr später zur traditionsgemäßen Aufführung der Leipziger Karfreitags-Matthäuspassion wird er schon „als ein Bassist mit glänzenden Mitteln und hervorragenden Charakterisierungsvermögen“ beschrieben. Unter Thomasorganist Karl Straube, dem späteren Thomaskantor legte er den Grundstein zu seinem deutschland- und europaweiten Ruhm als Oratoriensänger. Er war Mitglied des Leipziger Bachvereins und oft auch Chorsänger im Gewandhauschor.
Wolfgang Rosenthals Gestaltung des „Christus“ in der Matthäuspassion soll legendär gewesen sein. Er erarbeitete sich den Ruf eines außergewöhnlichen Oratoriensängers und Kenner Bachscher Musik. So musste 1914 zum III. Leipziger Bachfest der niederländische Bariton Johannes Messchaert seine geplante Mitwirkung absagen. Wolfgang Rosenthal übernahm kurzfristig die Partien: „ ... der ausgezeichnete Leipziger Baßbariton Dr. Wolfgang Rosenthal hatte seine umfangreichen Partien so gründlich inne, daß man nichts anders annehmen konnte, als daß er sich tage- (wenn nicht wochen-) lang auf das Einspringen gefaßt gemacht und fleißig vorbereitet hatte.“
Ab Juni 1923 ergänzte er, um Verwechslungen mit einem heute vergessenen Sänger gleichen Namens oder, wahrscheinlicher noch, Verwechslungen mit dem seinerzeit berühmten Pianisten Moriz Rosenthal zu vermeiden, seinen Namen um den Geburtsnamen seiner Mutter von Zeuner. In Zukunft trat er häufig unter dem Künstlernamen Dr. von Zeuner-Rosenthal auf.
Parallel zu seinem Wirken als Sänger baute Rosenthal eine zweite Karriere als Mund-, Kiefer- und Gesichtschirurg auf. Er studierte Human- und Zahnmedizin. 1918 habilitierte an der Universität Leipzig und erhielt 1930 eine Professur. 1943 wurde seine chirurgische Privatpraxis in Leipzig durch einen Luftangriff zerstört. Er verlegte seine Praxis in das reußische Schloss nach Thallwitz und baute dort eine Klinik für Lippen-, Kiefer- und Gesichtschirurgie, die Wolfgang-Rosenthal-Klinik, auf.
Der Tenor Hans Lissmann studierte am Königlichen Konservatorium für Musik und Theater zu Dresden, der heutigen Hochschule für Musik und Theater „Carl Maria von Weber“. Er vervollkommnete seine Gesangsausbildung bei Raimund zur Mühlen in London und bei Ernesto Colli in Mailand. Orchesterleitung studierte er bei Gewandhauskapellmeister Arthur Nikisch. Er war an verschiedenen Theatern tätig, bevor er als lyrischer Tenor in der Oper Leipzig eine Opernsängerlaufbahn begann. Sein Repertoire umfasste etwa 100 Partien. Hans Lissmann sammelte Erfahrungen im Soloquartettgesang im gemischten Berliner Vokalquartett. Von 1923 bis 1954 war er Professor für Gesang am Leipziger Konservatorium.
Ilse Helling-Rosenthal war schon vor ihrer Heirat (8. Juni 1914) mit Wolfgang Rosenthal eine deutschlandweit auftretende Sopranistin. Wo sie ihre Musik- und Gesangsausbildung bekam, ist nicht bekannt. Sie muss eine begabte Sängerin gewesen sein. In einem Konzert der Leipziger Singakademie „entfaltete [sie] ihre prächtigen stimmlichen Mittel und ihre gesangstechnische Kunst aufs glänzendste.“
Wolfgang Rosenthal kann als der Entdecker und Förderer von Marta Adam gelten. Sie studierte von 1910 bis 1914 Musik und Gesang bei Marie Hedmondt am Leipziger Konservatorium, wo sie auch an der Aufführung einer Oper durch Gesangsstudenten beteiligt war. Ihr wird dabei ein weiches und klangvolles Organ bescheinigt. Schon während des Musikstudiums hat sie gemeinsame Auftritte mit Wolfgang Rosenthal. So wird von einem Konzert in der Fürstlichen Hofkapelle Geras berichtet: „Von fremden Künstlern zeigten sich: W. Rosenthal aus Leipzig, der die Solobasspartie im „Actus tragicus“ von Bach vortrug und auch in zwei Arien aus Händels Deborah vollen Stimmenklang und lebenswahre Wiedergabe vermittelte, während Frl. Adam, ebenfalls aus Leipzig, die kurze Altpartie in dem Bachschen Werke mit innigem Ausdrucke sang.“ 1939 wird Ilse Helling-Rosenthal Opfer einer Grippeepidemie in Leipzig. 1940 wird Marta Adam Wolfgang Rosenthals zweite Frau.

## Geschichte
Es ist selbstverständlich, dass sich auch die im Rosenthal-Quartett gefundenen Künstler frühzeitig ihre stimmliche und künstlerische Eignung zum gemeinsamen Gesang erprobt haben. Die Harmonie in einem Vokalquartett erschöpft sich nicht nur im gemeinsamen Singen, sondern der gesanglich Ausdruck, die Nuancierungen und das Miteinander, auch das stimmliche Zurücknehmen Einzelner bringt den künstlerischen, wertvollen Quartettgesang.
Schon das fast komplette Rosenthal-Quartett gestaltete im Dezember 1914 die Solopartien in einer ungekürzten, auf zwei Abende verteilten Aufführung des Weihnachtsoratoriums mit dem Bachverein unter Karl Straube. Hans Lissmann brachte die Berliner Altistin Leydherker mit. Der Rezensent schrieb: „Der Evangelist Hans Lißmanns überwand die technischen Schwierigkeiten seiner keineswegs leichten Partie mit überraschender Glätte, sang im übrigen mit viel Verständnis und Ausdruck. Neben ihm ist des Künstlerpaares Helling-Rosenthal lobend Erwähnung zu tun. Erstere entzückte mit der Leuchtkraft ihres Soprans, mit der Natürlichkeit ihres Vortrags, letzterer imponierte wieder mit der wuchtigen Kraft seines von Wohllaut gesättigten Basses. Dem Alt von Agnes Leydherker begegnet man immer mit besonderer Freude. Als Bach-Sängerin ist diese Künstlerin reich begnadet.“
Vor endgültiger Aufstellung seines Rosenthal-Quartetts hat Wolfgang Rosenthal mit dem Tenören Rudolf Jäger, Ludwig Ruge und mehrmals auch mit der Altistin Helene Braune die Quartett-Harmonie „probiert“. Helene Braune war mit dem Leipziger Vokalquartett (1909) und mit Ilse Helling-Rosenthal als Solistin, gemeinsam mit dem Leipziger Männerchor im März 1914 auf Konzertreise in Wien.
Am 11. März 1917 trat das Quartett in einer Aufführung Beethovens missa solemnis in der Thomaskirche durch den Riedelverein sein erstes Konzert unter dem später berühmten Markenzeichen Rosenthal-Quartett. Es ist schon verwunderlich, bisher waren alle Konzertkritiken fast überschwänglich gut, in diesem seltenen Fall aber weniger ermutigend. Vielleicht hatte der Kritiker keinen guten Tag, er schrieb: „Die Stimmen des Soloquartetts (die Frauen Helling-Rosenthal, M. Adam und die Herren H. Lißmann, W. Rosenthal) wollten zwar nicht recht zusammenpassen, ließen es aber im einzelnen an bedeutenden Leistungen nicht fehlen.“
Kurz vor Kriegsende, am 12. Oktober 1918, wird von einem Konzert des Rosenthal-Quartetts zugunsten notleidender Musiker berichtet. Der Rezensent schreibt: „Die herrlichen Liebesliederwalzer (Op. 52 und 65) [von Brahms] wird man selten wieder so stimmenschön und so ausgeglichen im Zusammenklang hören wie diesmal vom Rosenthal-Quartett (Ilse Helling-Rosenthal, Marta Adam, Hans Lißmann und Wolfgang Rosenthal), …“
Das Quartett trat oft mit wechselnder Besetzung auf. Hans Lissmann musste als vielbeschäftigter Sänger häufig Verpflichtungen an Leipzigs Oper wahrnehmen. Er wurde im Rosenthal-Quartett mehrfach durch den Tenor Ludwig Ruge ersetzt. So auch im Oktober 1919 zur 30. Aufführung der missa solemnis durch den Riedelverein. „Das vielbeschäftigte Quartett Dr. W. Rosenthal und Frau, Frl. M. Adam und Ludwig Rüge bewährten sich vortrefflich wie gewöhnlich.“
Ein Erlebnis war für das Rosenthal-Quartett die Gestaltung der Solistenpartien in der Aufführung Beethovens IX. Sinfonie für den Leipziger Arbeiterbildungsverein am Silvesterabend 1918 mit dem Gewandhausorchester unter Arthur Nikisch im Leipziger Krystallpalast. Die knapp 3000 Menschen fassende Alberthalle im größten Vergnügungsetablissement Deutschlands war vollständig ausverkauft. Das Konzert unter dem Leitspruch „Für Frieden und Freiheit“ fand zu ungewöhnlicher Zeit von 23.00 Uhr bis 01.00 Uhr statt. Barnet Licht, Mitorganisator und engagierter Chorleiter einiger der Laien- und Arbeiterchöre auf dem Podest erinnert sich: „ Wer es miterlebt hat, wie die große Menschenmenge um die 12. Stunde in Andacht vereinigt war und der glorreiche letzte Satz der IX. Sinfonie „Alle Menschen werden Brüder“ im großen Rund der Alberthalle ausklang, dem wird diese Stunde unvergesslich bleiben.“ Diese Aufführung legte den Grundstein für eine breit gepflegte Tradition, die bis heute andauert.
1933 nahm Hans Lissmann seinen Abschied von der Leipziger Opernbühne. Wolfgang Rosenthal ward 1938 von einer Verleumdung schwer getroffen, die auch nach Richtigstellung nicht zurückgenommen wurde. Das Auftrittsverbot wird das endgültige Ende für das Rosenthal-Quartett bedeutet haben.

## Konzerte
Nach eigenen Angaben gaben Wolfgang Rosenthal und das Rosenthal-Quartett von 1908 bis 1928 etwa 200 Konzerte, allein unter Thomaskantor Karl Straube 38 oder unter Arthur Nikisch acht. Das Quartett gab Konzerte unter  Dirigenten wie Bruno Walther, Wilhelm Furtwängler und Hermann Abendroth. Die Künstler des Rosenthal-Quartett waren auch als Solisten oder in anderen Solistenquartetten als Oratorien- oder Liedsänger europaweit gefragt. Tourneen führten das Soloquartett in die Schweiz und nach Holland. 1922, 1923 und 1927 machten sie Tourneen, auch mit dem Thomanerchor, in die skandinavischen Länder Norwegen, Schweden und Dänemark. Sie konzertierten häufig zu den Bachfesten in Leipzig, Mühlhausen, Hamburg, Breslau, Flensburg und Essen.

## Repertoire
Die Künstler des Soloquartett waren bevorzugt als Sänger in Bach-Kantaten und Oratorien, für Beethovens Neunter, Händeloratorien und für Liederabende gefragt. Unter der künstlerischen Führung Wolfgang Rosenthals waren sie oft auch als Ensemble engagiert. Das Repertoire (Auswahl) zeigt die Vielseitigkeit und das außergewöhnliche Können der Künstler.
- Johannespassion, Johann Sebastian Bach
- Matthäuspassion, Johann Sebastian Bach
- Weihnachtsoratorium, Johann Sebastian Bach
- Weihnachtsoratorium Die Geburt Christi, Heinrich von Herzogenberg
- Kantaten, Johann Sebastian Bach
- Missa brevis in A-dur, Johann Sebastian Bach
- Dettinger Te Deum, Georg Friedrich Händel
- Judas Maccabäus, Georg Friedrich Händel
- Messias, Georg Friedrich Hände
- Salomo, Georg Friedrich Händel
- Harakles, Georg Friedrich Händel
- Samson, Georg Friedrich Händel
- Requiem, Wolfgang Amadeus Mozart
- IX. Sinfonie „Ode an die Freude“, Ludwig van Beethoven
- C-dur Messe, Ludwig van Beethoven
- Missa solemnis, Ludwig van Beethoven
- Stabat mater, Antonín Dvořák
- As-dur Messe, Franz Schubert
- Die Schöpfung, Joseph Haydn
- Te Deum, Anton Bruckner
- Paulus, Felix Mendelssohn Bartholdy
- Das Paradies und die Peri, Robert Schumann
- Liederabende
- Spanisches Liederbuch, Hugo Wolf
- Lieder eines fahrenden Gesellen, Gustav Mahler
- Hymnus der Liebe, Max Reger

Der Thomanerchor unter Günther Ramin und das Rosenthal-Quartett gestalteten am 2. März 1924 das Festkonzert zur Eröffnung der Leipziger Frühjahrsmesse. Die Direktübertragung durch die Mitteldeutschen Rundfunk- A.-G. war gleichzeitig der werbewirksame Sendebeginn der neuen Rundfunkanstalt.
Auftritte des Rosenthal-Quartetts im Rundfunk müssen nach Wolfgang Rosenthals Angaben in seinen Lebenserinnerungen einige hundert gewesen sein. Wöchentliche Direktübertragungen der Musik Bachs oder Auftritte in den Sendungen „Stunde der Musik“ gehörten dazu.

## Tonträger
Vom Rosenthal-Quartett sind keine Tonträger vorhanden.
Aber Ilse Helling-Rosenthal und Hans Lissmann sind auf einer Reihe von Schellackplatten im Bacharchiv Leipzig oder digitalisiert im Deutschen Rundfunkarchiv, als Solisten im Verein mit weiteren Leipziger Künstlern, zu hören. Es sind ausnahmslos geistliche Kantaten von Johann Sebastian Bach, die der Thomanerchor, das Städtische Orchester und Gewandhaus-Orchester Leipzig zwischen April und September 1931 unter der Leitung von Thomaskantor Karl Straube im Grassimuseum Leipzig aufgenommen haben.
- Sie werden euch in den Bann tun. Kantate BWV 44, Sopran Ilse Helling-Rosenthal
- Halt im Gedächtnis Jesum Christ. Kantate BWV 67, Tenor Hans Lissmann
- Die Elenden sollen essen. Kantate BWV 75, Hans Lissmann. Mit dieser Kantate trat Bach sein Kantorenamt in Leipzig an.
- Wahrlich, wahrlich, ich sage euch. Kantate BWV 86, Hans Lissmann
- Wer nur den lieben Gott läßt walten. Kantate BWV 93, Hans Lissmann
- Christus, der ist mein Leben. Kantate BWV 95, Hans Lissmann
- Ich glaube, lieber Herr, hilf meinem Unglauben! Kantate BWV 109, Hans Lissmann

Hans Lissmann ist dann noch auf einer Schellackplatte (Carl Lindström GmbH, Label Parlophon, etwa 1920, Matrizen: 2-6009, 2-6011 mit dem Orchester der Staatsoper Unter den Linden, Berlin, Dirigent Frieder Weissmann) mit zwei Arien zu hören:
- „Vaterland dich muß ich jung verlassen“, Joseph in Egypten, Étienne-Nicolas Méhul
- „Dies Bildnis ist bezaubernd schön“, Zauberflöte, Wolfgang Amadeus Mozart